# Nordisk familjebok
Il Nordisk familjebok (in italiano: Libro di famiglia nordico) è un'enciclopedia svedese, pubblicata dal 1876 al 1957.

Il logo della prima edizione (1876)

La prima edizione fu pubblicata in venti volumi tra il 1876 e il 1899 ed è conosciuta come "edizione Iðunn", dato che l'immagine in copertina ritraeva la dea norrena Iðunn. La seconda edizione fu pubblicata tra il 1904 e il 1926 in trentotto volumi. Questa edizione è conosciuta come la "Uggleupplagan", edizione del gufo, sempre per l'immagine mostrata in copertina. Altre due edizioni furono pubblicate prima del 1957. Il diritto d'autore è scaduto per le prime due edizioni, che ora sono nel pubblico dominio.
Negli anni novanta l'Università di Linköping diede vita al Progetto Runeberg, con lo scopo di creare copie digitali del Nordisk familjebok. Tutte le pagine delle due edizioni (45 000) sono state scannerizzate e lette tramite OCR e rese disponibili sul sito web del progetto Runeberg.